# زراعة عدسة بالعين مع الاحتفاظ بالعدسة الطبيعية
يتم زراعة عدسة بالعين مع الاحتفاظ بالعدسة الطبيعية (بالإنجليزية: Phakic intraocular lens)‏ باستخدام نوع خاص من العدسات، التي يتم زرعها جراحيًا في العين لتصحيح قصر النظر، ويطلق عليها "phakic"؛ لأن العدسة الطبيعية للعين تُترَك دون مساس على النقيض من العدسات داخل العين التي تُزرَع في العين بعد إزالة عدسة العين الطبيعية خلال جراحة إزالة المياه البيضاء.
ويحتاج المرضى الذين يعانون من أخطاء انكسارية عالية لزراعة عدسة مع الاحتفاظ بالعدسة الطبيعية عندما تكون خيارات الليزر المعتادة للتصحيح الجراحي غير مناسبة، مثل الليزك. وتم تصميم تلك الجراحة لتصحيح قصر النظر العالي، الذي يتراوح بين 5- إلى 20- ديوبتر إذا كان المريض لديه ما يكفي من عمق الغرفة الأمامية يصل إلى 3 ملم على الأقل.
هناك ثلاثة أنواع متاحة من جراحة زراعة العدسة بالعين مع الاحتفاظ بالعدسة الطبيعية:
- زراعة عدسة بدعم الزاوية
- عدسة مثبتة بالقزحية
- زرع عدسة كولمير

## الاستخدامات الطبية

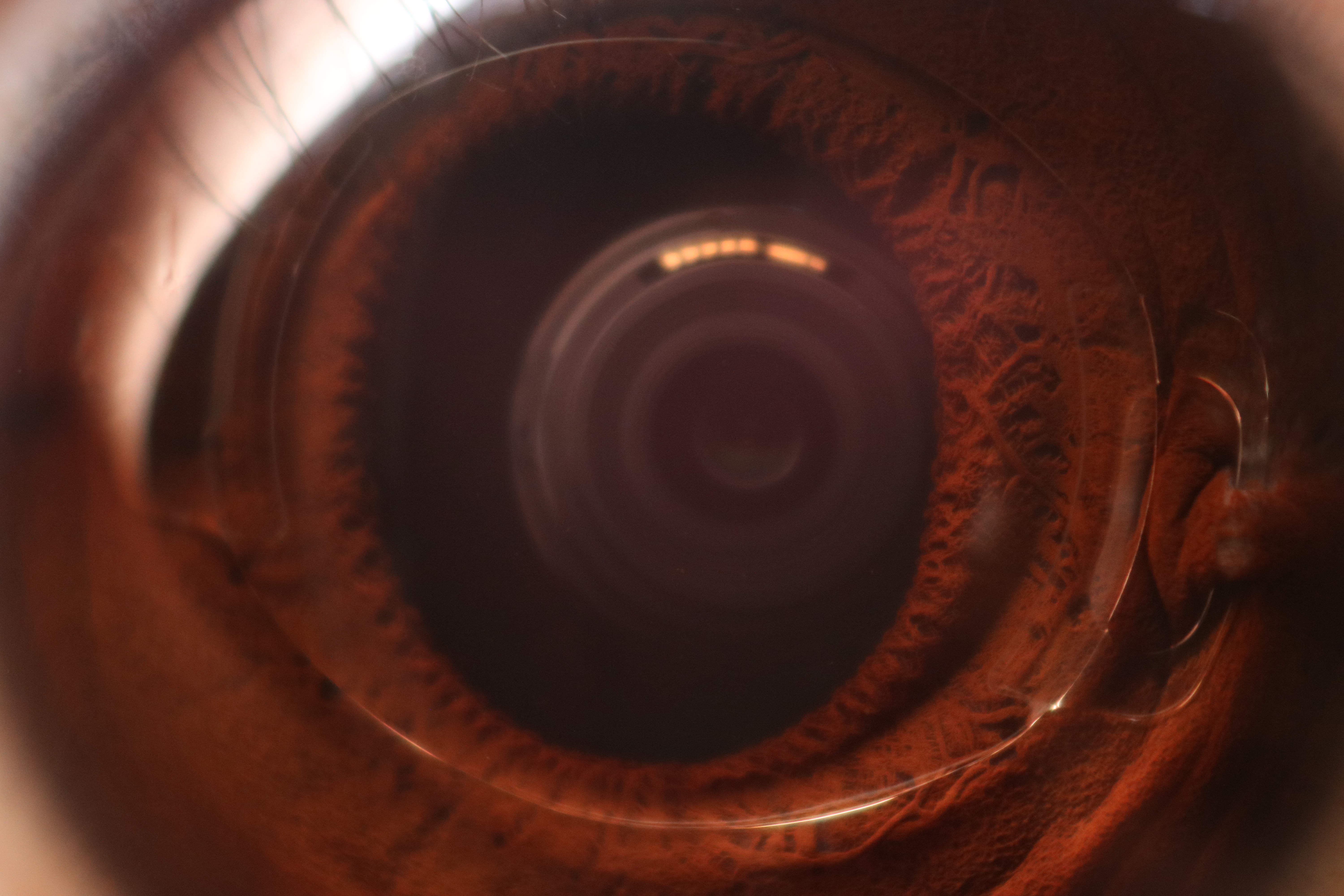
عدسة مزروعة مثبتة مع الاحتفاظ بالعدسة الطبيعية بفلاش التصوير الفوتوغرافي

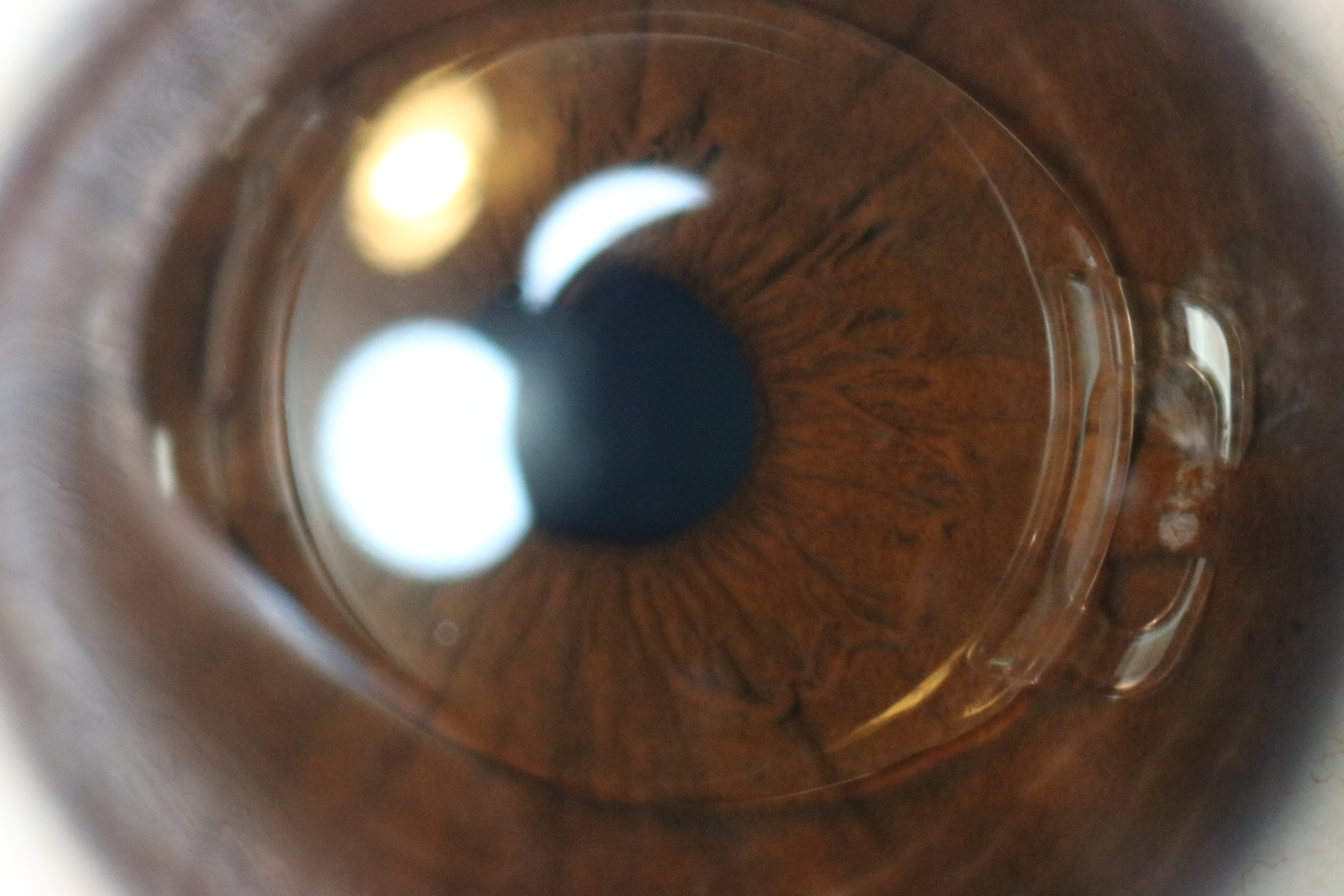
عدسة مزروعة مثبتة مع الاحتفاظ بالعدسة الطبيعية دون فلاش التصوير الفوتوغرافي

يستطيع الليزك تصحيح قصر النظر حتى 12 إلى 14 درجة مئوية. وكلما ارتفع التصحيح المقصود، كلما أصبحت القرنية أكثر رقة ومسطحة بعد الجراحة. وأثناء جراحة الليزك، على المرء أن يحافظ على ستروما آمنة متبقية لا تقل عن 250 ميكرومتر، والأفضل 300 ميكرومتر، ويكون هناك خطر متزايد لتطوير توسع القرنية (أي انتفاخ القرنية إلى الأمام) مع السُمك الأقل من ذلك؛ حيث أن وجود ستروما متبقية رقيقة يؤدي إلى فقدان جودة البصر. ونظرًا لخطر الانحرافات ذات الرتب الأعلى، هناك اتجاه حالي نحو تقليل الحدود العليا لليزك إلى حوالي -8 إلى -10 ديوبتر. زراعة العدسات داخل العين مع الاحتفاظ بالعدسة الطبيعية هي أكثر أمانا من جراحة الليزر الإكسايمر لأولئك الذين يعانون من قصر النظر كبير.
يُمنع إجراء تلك الجراحة في المرضى الذين ليس لديهم انكسار مستقر لمدة 6 أشهر على الأقل أو المرضى في سن 21 أو أقل. كما أن اضطرابات العين الموجودة مسبقا، مثل التهاب العنبية هي موانع أخرى.
الميل لاستخدام ذلك الإجراء في حالات طول النظر أقل؛ لأن الغرفة الأمامية تميل إلى أن تكون أقل عمقا مما هو عليه في المرضى الذين يعانون من قصر النظر، بينما يمكن زراعتها في غرفة العين الخلفية.
عدد الخلايا البطانية في القرنية أقل من 2000-2500 خلية/ملم مربع هو مانع نسبي لزرع العدسة مع الاحتفاظ بالعدسة الطبيعية.

### المزايا
زراعة عدسة بالعين مع الاحتفاظ بالعدسة الطبيعية لديها ميزة علاج مجموعة أكبر بكثير من الأخطاء الانكسارية لقصر النظر وطول النظر بأمان وفعالية، والمهارات المطلوبة للإدخال، مع بعض الاستثناءات القليلة، مماثلة لتلك المستخدمة في جراحة إزالة المياه البيضاء. والمعدات أقل كلفة بكثير من جهاز ليزر الإكسايمر، وهي مشابهة لتلك المستخدمة في جراحة إزالة المياه البيضاء. وبالإضافة إلى ذلك، فإن العدسة قابل للإزالة. لذلك، يجب أن يكون تأثير الانكسار نظريا قابلا للانعكاس، ومن المحتمل أن يكون أي تلف يتسبب فيه ذلك الإجراء دائمًا. وعند المقارنة مع استخراج العدسة الواضحة، أو تبادل العدسات الانكسارية، فإن زراعة عدسة بالعين مع الاحتفاظ بالعدسة الطبيعية يتمتع بميزة الحفاظ على تكيف العين الطبيعي، وقد يكون هناك خطر أقل لانفصال الشبكية بعد العملية الجراحية؛ بسبب الحفاظ على العدسة البلورية والحد الأدنى من عدم استقرار الجسم الزجاجي.

### العيوب
إدخال العدسة مع الاحتفاظ بالعدسة الطبيعية هو إجراء داخل العين، وتتضمن الجراحة مجموعة من المخاطر المرتبطة بها، ففي حالة العدسات المصنوعة من البولي ميثيل ميثاكريلات (PMMA)، يتطلب إدخال العدسة جراحيا شق أكبر، مما قد يؤدي إلى الاستجماتيزم بعد العملية الجراحية. وبالمقارنة مع العدسات المصنوعة من الكولامير (مادة تشبه الهلام قابلة للطي) التي تتطلب شق صغير جدا بسبب مرونة المادة، مما يقلل بشكل كبير من خطر الاستجماتيزم. وفي الحالات التي تكون فيها النتائج الانكسارية غير مثالية، يمكن استخدام الليزك في الضبط الدقيق. وإذا طور المريض في نهاية المطاف إعتام عدسة العين، فسيلزم إجراء زراعة العدسة في وقت جراحة الساد، ربما من خلال شق أكبر من المعتاد.
هناك أمر آخر هو التسطح التدريجي للغرفة الأمامية الذي يحدث عادة مع تقدم العمر بسبب نمو عدسة العين الطبيعية. وقد أظهرت دراسات متعددة انخفاض يصل إلى 12-17 ميكرومتر/سنة في عمق الغرفة الأمامية مع التقدم في السن. وإذا تم افتراض أن عمر المريض الذي أزال العدسة هو 50 عامًا، فإن الانخفاض العام في العمق قد يصل إلى 0.6-0.85 ملم، ولا تتوفر بيانات طويلة الأمد حول هذا التأثير.

## المضاعفات
- الوهج والهالات التي قد تتسبب في ظهور أعراض ليلية خاصة عند المرضى أصحاب بؤبؤ عين ذي قطر كبير.
- إعتام عدسة العين هو أكثر الشواغل أهمية بالنسبة لزراعة عدسة داخل العين مدعومة بتلم. وطبقا لما تقوله إدارة الأغذية والأدوية فإن ما يقرب من 6٪ إلى 7٪ من العيون تطور عتامة تحت الغلاف الأمامي بعد 7 سنوات أو أكثر من زراعة عدسة كولامير، ويصل 1٪ إلى 2٪ إلى إعتام عدسة ظاهر سريريا خلال الفترة نفسها، خاصةً في المرضى ذوي درجات قصر النظر الكبيرة جداً والمرضى الأكبر سنا.[4][8]
- فقدان الخلية البطانية وخاصة بالنسبة لزراعة العدسة في غرفة العين الأمامية. ولاحظت دراسة ما استمرار فقدان الخلايا البطانية بنسبة -1.8٪ سنويا.[4]
- يمكن رؤية تشتت الصباغ في العدسات التي تدعمها القزحية والعدسات التي يدعمها التلم بسبب كشط قزحية العين أثناء حركة الحدقة.
- تشمل المضاعفات الأخرى: الجلوكوما، وتفكك العدسة أو انحرافها.

## تقييم ما قبل الجراحة
يكون عمق الغرفة الأمامية (أي المسافة بين العدسة البلورية والقرنية بما في ذلك سمك القرنية) قبل الجراحة وقياسها باستخدام الموجات فوق الصوتية مطلوبا.
يتم تثبيت عدسات داخل العين المثبتة على القزحية بحيث تكون القزحية ذات حجم واحد (8.5 ملم).
يجب أن يتم زرع العدسات داخل العين المدعمة بالتلم في التلم الهدبي الذي قد تختلف أقطاره بين الأفراد، لذلك يجب قياس قطر الغرفة الأمامية باستخدام أدوات تصوير العين والأشعة فوق الصوتية عالية التردد.

## حساب قوة العدسة
لا تعتمد قوة العدسة على الطول المحوري للعين بل على قوة القرنية المركزية، وعمق الغرفة الأمامية وقوة الانكسار، والصيغة الأكثر شيوعا لحساب قوة العدسة هي ما يلي:
{\displaystyle P={1000n \over {1000n \over K+R}-d}-{1000n \over {1000n \over K}-d}}
- حيث P هو قوة العدسة
- وn هو معامل الانكسار المائي (1.336)
- وk هو قوة القرنية المركزية بالديوبتر
- وR هو انكسار المريض عند قمة القرنية
- وd هو موقع العدسة المثالي بالملم

ويتم حساب موضع العدسة الفعال عن طريق حساب الفرق بين عمق الغرفة الأمامية والمسافة بين العدسة المزروعة والعدسة البلورية.

## تقنية الجراحة
تزرع عدسة Artisan بعد تقبض الحدقة باستخدام دواء. وبعد إنشاء شق مناسب، يتم التقاط العدسة باستخدام ملقط قابض منحني وإدخالها، وعندما تدخل للغرفة الأمامية، يتم إحاطتها بأنسجة القزحية الصدغية والأنفية باستخدام إبرة خاصة، ويتم إكمال العملية بقطع القزحية وخياطة الشق.
يتم زرع عدسة داخل العين مع توسع الحدقة الدوائي، وزرعها خلف البؤبؤ بين قزحية العين والعدسة البلورية، وذلك باستخدام حاقن خرطوشة أو ملقط. ويمكن أن إجراء الجراحة في كلتا العينين في نفس اليوم.
وعادة ما توصف المضادات الحيوية الستيرويدية في شكل قطرات للعين لمدة 2-4 أسابيع بعد الجراحة، ويوصى بالمتابعة المنتظمة.